# Chris Van den Durpel
Christiaan Van den Durpel, connu comme Chris Van den Durpel, né à Lokeren le 7 octobre 1960 , est un acteur et imitateur belge.

## Biographie
Chris Van den Durpel parodie et imite les « Bekende Vlamingen » (flamands connus) ainsi que des personnalités néerlandaises, notamment sous le nom de Kamiel Spiessens.

## Filmographie partielle
- 1997 : Oesje! de Ludo Cox : Kamiel Spiessens
- 2007 : Firmin de Dominique Deruddere :
- 2013 : Marina de Stijn Coninx : Tony Bruno, le manager de Rocco
- 2017 : Double Face (Het tweede gelaat) de Jan Verheyen : Hoybergs

## Comédie musicale
- Tintin, le Temple du Soleil